# 福克斯通和海斯 (英國國會選區)
福克斯通和海斯（英語：Folkestone and Hythe），英國國會一郡選區，包括肯特郡東南部海岸斯韋爾全部和阿什福德的一個地方選區。
本區始設於1950年，是保守黨的根據地。在2010年大選中的達米安·科林斯以49.4%選票，繼承了夏偉明的議席。